# Christian Nummedal
Christian Nummedal (Oslo, 3 de noviembre de 1995) es un deportista noruego que compite en esquí acrobático. Ganó una medalla de plata en el Campeonato Mundial de Esquí Acrobático de 2023, en la prueba de slopestyle.

## Medallero internacional
| Campeonato Mundial | Campeonato Mundial  | Campeonato Mundial | Campeonato Mundial |
| Año                | Lugar               | Medalla            | Prueba             |
| ------------------ | ------------------- | ------------------ | ------------------ |
| 2023               | Bakuriani (Georgia) | Medalla de plata   | Slopestyle         |